# Gagrella figurata
Gagrella figurata is een hooiwagen uit de familie Sclerosomatidae.